# Seung Sahn
Seung Sahn oder Seungsahn Haengwon (* 1927 als Lee Dok-in in Sunch’ŏn, Korea; † 30. November 2004 in Seoul) war ein südkoreanischer Zen-Meister und Autor.
Als junger Mann studierte er zunächst westliche Philosophie an der Dong-Guk-Universität in Seoul. Mit zwanzig Jahren wurde er Mönch des Chogye-Ordens, des größten buddhistischen Ordens Südkoreas. Hier legte er seinen Geburtsnamen Lee Dok-in ab und nahm seinen Mönchsnamen Seung Sahn an, dessen Hanja dieselben sind wie die des Berges Song.
Nach einem 100-tägigen Einzelretreat wurde er von Zen-Meister Ko Bong geprüft und erhielt im Alter von 22 Jahren, am 25. Januar 1949, als einziger Schüler die Dharma-Übertragung zum Zen-Meister. Er war somit der 78. Patriarch in der Übertragungslinie des koreanisch-buddhistischen Chogye-Ordens.
Im Jahre 1970 siedelte er in die USA über und gründete die Kwan Um Zen Schule in Providence, Rhode Island. Die Schule unterhält heute Zentren in allen Teilen der Erde, mit Schwerpunkt in den USA, Europa und Asien.
Im Laufe seines Lebens hat Seung Sahn elf Meister-Übertragungen gegeben; außerdem erteilte er fortgeschrittenen Schülern, die Ji Do Poep Sa Nim oder Dharma-Meister genannt werden, die Lehrberechtigung (Inka).
Seung Sahn hat eine Reihe englischsprachiger Bücher veröffentlicht, u. a. The Whole World Is A Single Flower, Dropping Ashes on the Buddha, Ten Gates, Only don't know, Only doing it for 60 Years, Compass of Buddhism. Es liegen mehrere deutschsprachige Ausgaben vor.

## Bücher in deutscher Sprache
- Buddha steht kopf. Quelle mystischer Weisheit, J. Kamphausen Verlag, Bielefeld (1990), ISBN 3-933-49606-3.
- Der Kompass des Buddhismus. Orientierung auf dem Weg, Theseus Verlag, Berlin, Stuttgart (2002), ISBN 3-89620-191-3.
- Die ganze Welt ist eine einzige Blume. 365 Zen-Kôans für jeden Tag, Johannes Herrmann Verlag, Gießen (2008), ISBN 978-3-937983-13-4.
- Zehn Tore. Die Kongan-Lehre von Zen-Meister Seung Sahn, Johannes Herrmann Verlag, Gießen (2008), ISBN 978-3-937983-21-9.
- Nur Weiß-Nicht. Gesammelte Lehrbriefe von Zen-Meister Seung Sahn, Johannes Herrmann Verlag, Gießen (2010), ISBN 978-3-937983-25-7.